# 米伦·马罗维奇
米伦·马罗维奇（羅馬化：Milun Marović，1947年9月15日—2009年10月19日），塞尔维亚男子篮球运动员。他曾代表南斯拉夫国家队参加1972年夏季奥林匹克运动会篮球比赛，获得第五名。